# Cmentarz wojenny nr 137 – Ciężkowice
Cmentarz wojenny nr 137 – Ciężkowice – cmentarz z I wojny światowej znajdujący się w Ciężkowicach w województwie małopolskim, w powiecie tarnowskim, siedziba gminy miejsko-wiejskiej Ciężkowice. Jest jednym z 400 zachodniogalicyjskich cmentarzy wojennych zbudowanych przez Oddział Grobów Wojennych C. i K. Komendantury Wojskowej w Krakowie. W IV okręgu Łużna cmentarzy tych jest 27.

## Opis cmentarza
Zaprojektowany został przez polskiego architekta Jana Szczepkowskiego jako odrębna kwatera na cmentarzu parafialnym. Znajduje się na lekko pochyłym stoku i ma kształt niesymetrycznego równoległoboku. Trzy boki cmentarza ogrodzone niskim kamiennym murem nakrytym betonowym daszkiem. Czwarty bok, od strony drogi ma ogrodzenie w postaci betonowych słupów połączonych metalowymi łańcuchami. Tego typu rozwiązanie z łańcuchami nie występuje na żadnym z cmentarzy IV okręgu Łużna. W boku tym znajduje się wejście na cmentarz. Głównym elementem ozdobnym jest znajdujący się w murze naprzeciwko wejścia pomnik w formie murowanej z kamienia „bramy-ołtarza”. Zwieńczony jest niewielkim krzyżem łacińskim, na ścianie czołowej od strony cmentarza ma płaskorzeźbę głowy Chrystusa z koroną cierniową oraz dwie imienne tabliczki, a na ścianie zewnętrznej drewniany krzyż. Groby rozłożone w czterech równoległych rzędach. Nagrobki w postaci niskich betonowych cokołów z metalowymi krzyżami. W dolnej części krzyży znajdują się metalowe ramki na tabliczki z nazwiskami poległych żołnierzy, tabliczek jednak brak. Oprócz cokołów pojedynczych występują cokoły potrójne, z trzema krzyżami (tzw. triady).

## Polegli
Pochowano tutaj 78 żołnierzy austro-węgierskich, 4 niemieckich i 2 rosyjskich w 4 grobach zbiorowych i 55 grobach pojedynczych. Zidentyfikowano 53 żołnierzy austriackich, pozostali są nieznani. Większość z nich poległa w grudniu 1914 r. i w kwietniu 1915 r.

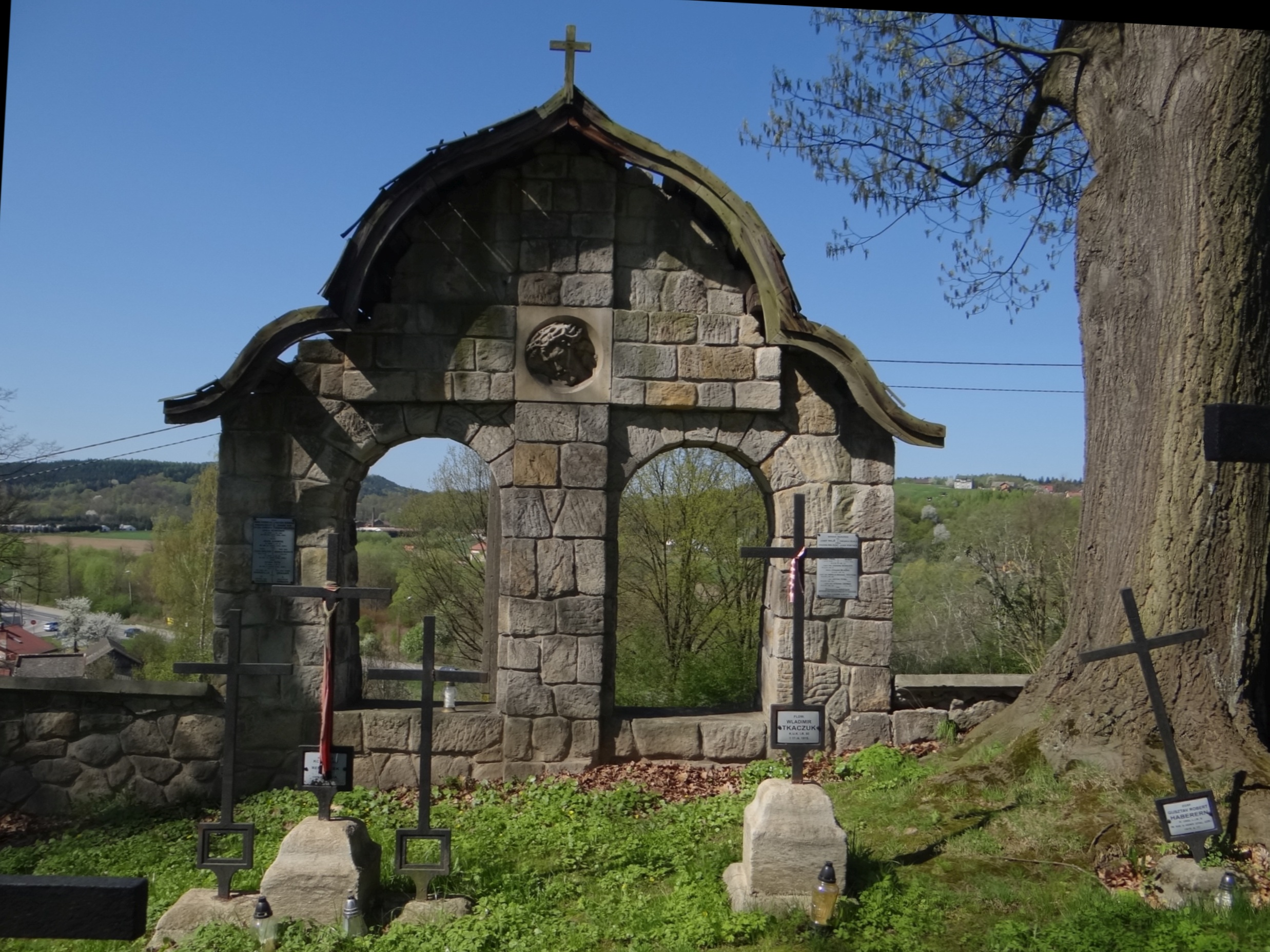
Pomnik w tylnej części cmentarza
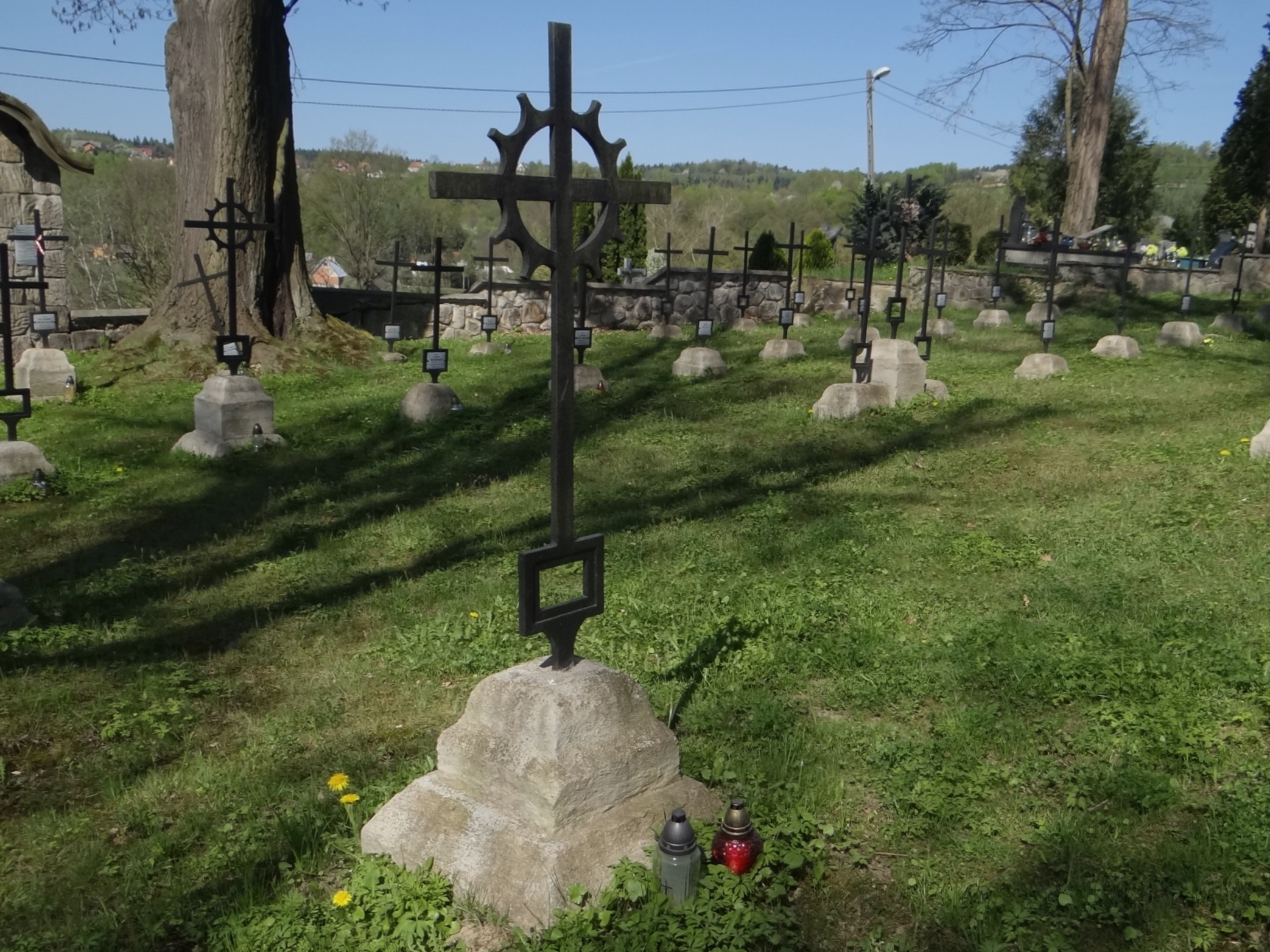
Fragment cmentarza
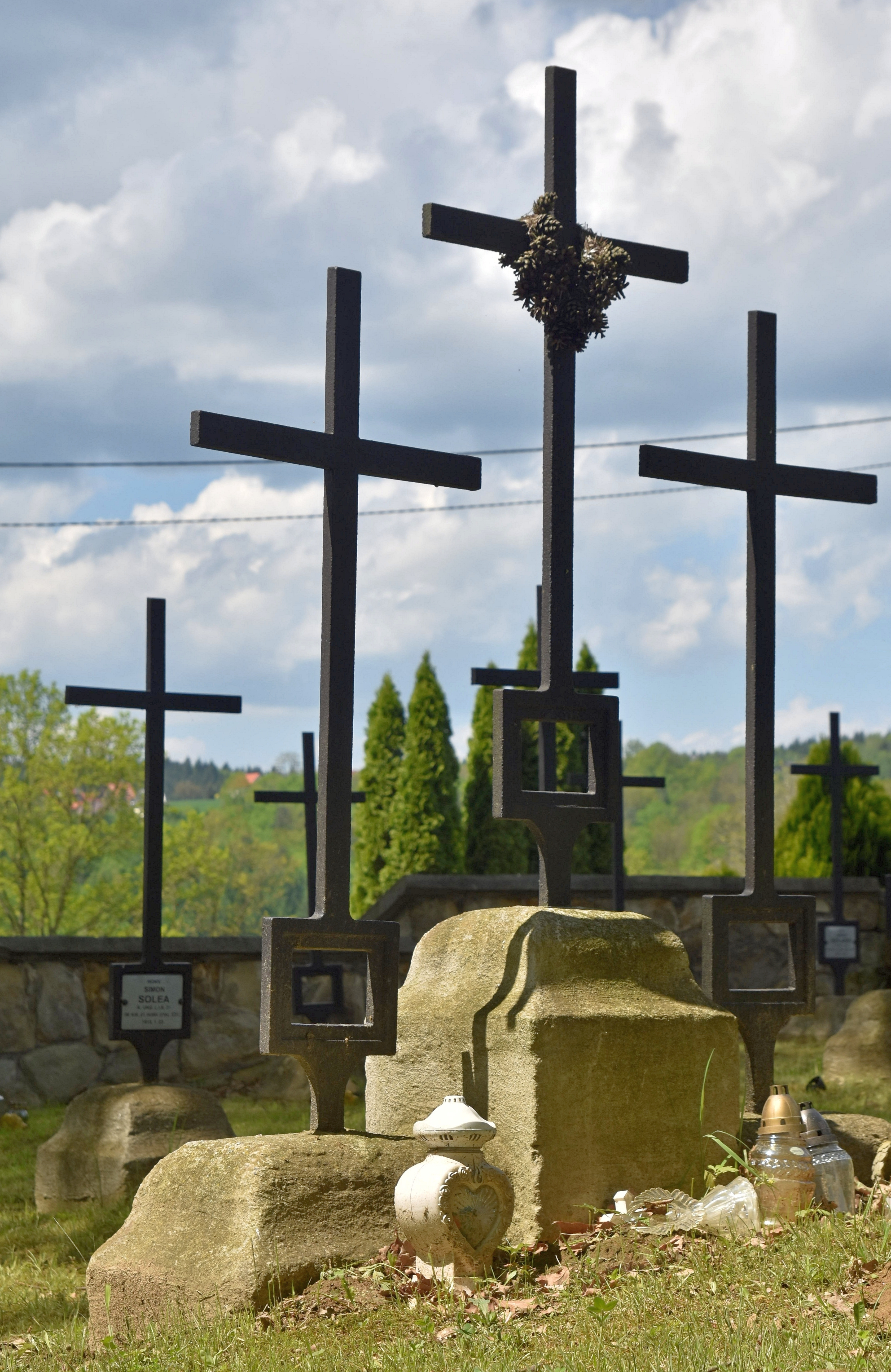
Fragment cmentarza